# Dům U Řečických
Dům U Řečických, dříve U jelena, je v jádře renesanční a barokní řadový měšťanský dům čp. 677/II ve Vodičkově ulici 10 v Praze 1 na Novém Městě. Průčelím je obrácen do křižovatky s ulicemi Lazarskou a Jungmannovou, které zde tvoří náměstíčko, pozůstatek někdejší Židovské zahrady.  Dům byl stavěn a přestavován postupně z gotického dvorce od konce 14. století do poloviny 19. století. Slouží jako obytný a obchodní dům, dříve také galerie. Od roku 1958 je chráněn jako kulturní památka. Ve vícepodlažním systému gotického sklepení se nachází bar U sudu.

## Historie
První písemná zmínka o patricijském domě je z let 1377–1379, kdy jej vlastnil a obýval řezník Martin Salač. V roce 1387 již vdova Maruše Salačova dala tento dům i s dalšími přilehlými domy, jatkami a sladovnou připsat svému synovi Pavlovi, vyjma jediného domu, který si vymínila užívat až do smrti. Z dalšího popisu vyplývá, že měla ještě syna Petra. Podle Tomkova místopisu muselo jít o velký dvorec, protože zaujímal plochu sedmi parcel pozdějších domů, čp. 678–684/II.. To znamená, že sahal až na nároží Vodičkovy a Školské ulice, do  míst pozdější Vyšší dívčí školy.  
Také následující majitelé byli vesměs řezníci (Přibík v letech 1405–1424) nebo drobníci (Matěj). Lokace je pochopitelná proto, že v těsné blízkosti stály řeznické krámy, jak na místě pozdější Lazarské ulice, tak na Dobytčím trhu (Karlově náměstí). Počátkem 15. století zde bydlel Ondřej Od jelena, první uživatel domovního znamení "U jelena".  
Dále dům prošel dvěma renesančními přestavbami, první datována letopočtem na schodišti k roku 1560 a pojí se s novoměstským radním Jindřichem Řečickým nebo s jeho stejnojmenným otcem, po němž dům zdědil. Na druhou přestavbu z roku 1616 upomínají dva domovní štíty, viditelné ze dvora dvěma jehlancovými střechami, ale při pohledu z ulice zastíněné mansardovou střechou. Renesanční stavba se váže ke slavnému jménu Jiříka Řečického z Řečice, po kterém se dům jmenuje dodnes. Jiřík Řečický byl měšťan a protestant, povýšený roku 1555 do šlechtického stavu. Připojil se ke stavovskému povstání, za což byl 21. června roku 1621 popraven na Staroměstském náměstí a jeho dům roku 1648 připsán novoměstským jezuitům. Od nich dům roku 1663 koupil Matouš František Chrostek z Angelberku (či Chrástek z Engelburka). V roce 1738 dům zakoupil varhanář Martin Janeček. Po něm se zde připomíná rodina Houžvicova.
Po požáru z roku 1784 byl dům upraven klasicistně a dostavěna mansardová střecha. Nynější vnější podoba domu nese rysy přestavby J. Ziky z let 1836-1838. V interiéru hlavního traktu budovy se zachovaly gotické a renesanční klenby a obvodové zdivo. V roce 1956 zde Český fond výtvarných umění zřídil Galerii mladých, kterou po jejím přestěhování nahradila Galerie U Řečických a po návratu to byla opět Galerie mladých. 

## Popis
Čtyřkřídlá budova stojí na parcele tvaru lichoběžníka, vytyčené při založení Nového Města pražského z původně daleko většího gotického dvorce. Dochovaly se klenuté gotické sklepy z kamenného zdiva a dispozice uličního traktu, silné obvodové zdi má přízemí, výrazné jsou dva opěráky štítové zdi po stranách vchodu, které zasahují půl metru do hloubky chodníku a mají statickou funkci. Hodnotné jsou také renesanční klenby, na renesanci upomínají i sdružená okna. K baroknímu období se vztahují malované záklopové trámové stropy v 1. patře uličního traktu.  K hlavní budově přiléhají tři dvorní křídla. Křídla jsou dvoupatrová, jejich pavlače mají zděné renesanční krakorce, a klasicistní železné tyčové zábradlí. V přízemi a v prvních patrech se dochovaly renesanční klenby, v patře také trámové záklopové stropy a novorenesanční nástěnné malby Josefa Scheiwla ze druhé poloviny 19. století. Fasáda je novobarokní z roku 1891.

## Využití
Převážně obytný dům měl od počátku 60. let 20. století v 1. patře hlavního traktu tři sály využívány pro galerii současného umění ČFVU, jejíž provoz je (dočasně?) zastaven. V přízemí sídlila dlouhá léta mykologická poradna čs. svazu zahrádkářů, nyní přemístěná do Karmelitské ulice. Nyní je zde výčep, další provozovny služeb působí ve dvorních křídlech domu.

## Galerie

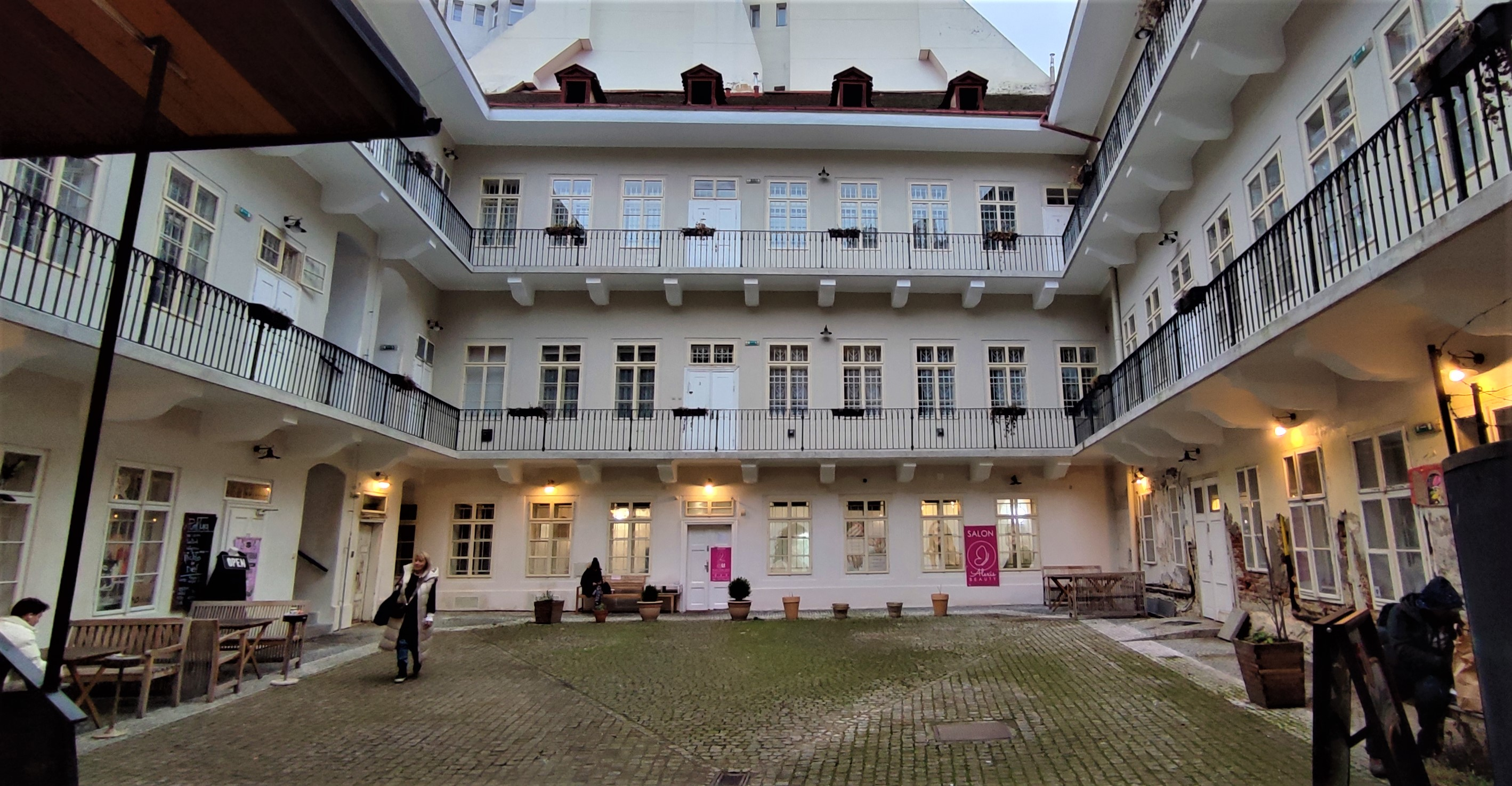
Dvorní křídla
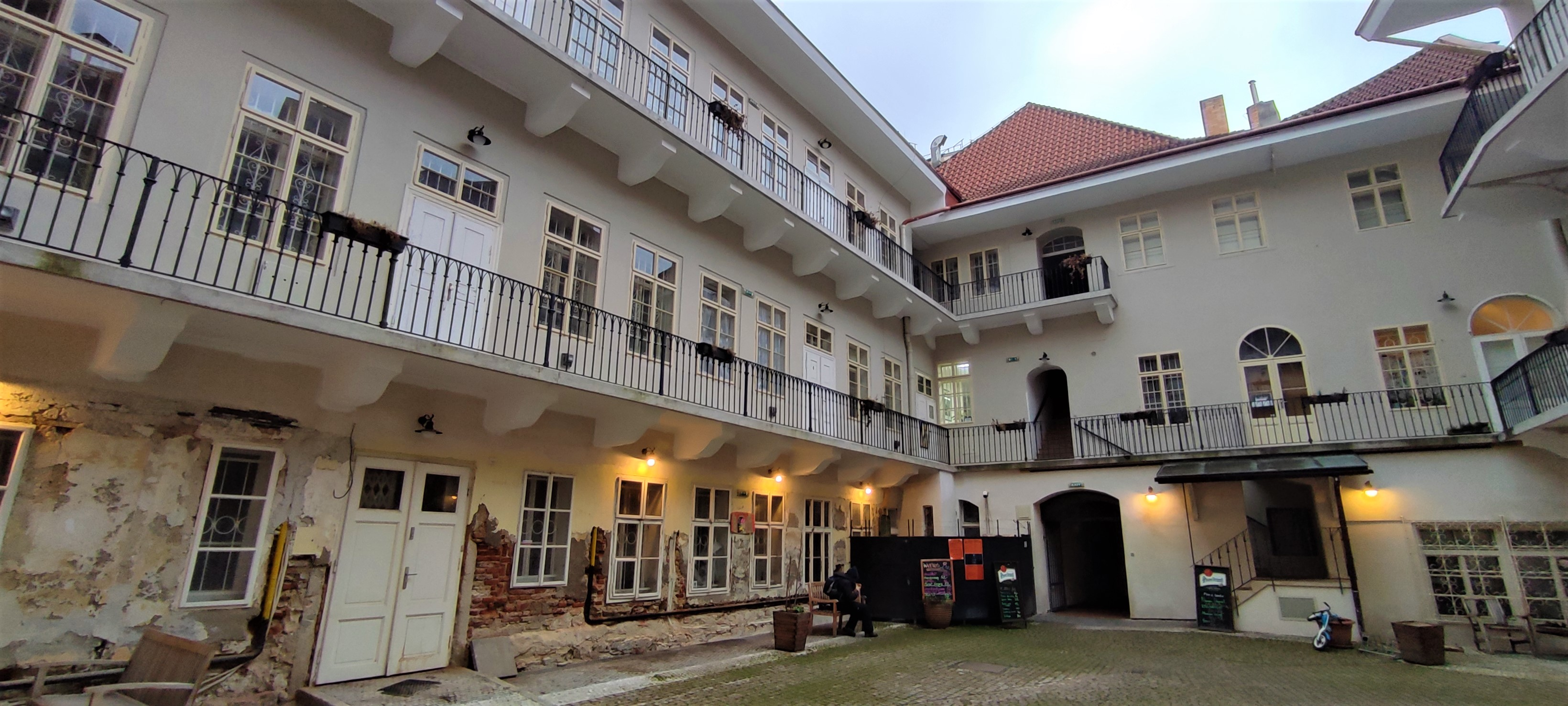
Hlavní trakt se dvěma střechami a jižní dvorní křídlo
Uliční fasáda v celku